# 김길성 (신학자)
김길성(金吉星, 1949년 7월 1일~)은 대한민국의 신학자이다. 총신대학교의 조직신학 교수를 역임했으며, 아호는 송암(松岩)이다. 개혁신학회의 회장을 역임하였고 한국복음주의조직신학회 고문이다. 개혁주의 신학자로서 교회론의 전문학자이며 관련된 서적들을 출판하였다. 국내에서 존 그레섬 메이천의 신학에 대하여 권위자이다. 고려대학교와 총신대학교 신학대학원 미국의 트리니티 신학교에서 수학하였고 웨스트민스터 신학교(Westminster Theological Seminary)에서 성경해석학 및 조직신학으로 박사학위를 받았다. 출옥 성도 이인재 목사가 세운 미국 필라델피아 새한장로교회에서 담임 목사를 하였고, 총신대학교 부총장과 총장직무대행을 역임했다.
대표적인 저서로는 <총신의 신학전통>(총신대출판부), <개혁신학과 교회(개정판)>(총신대출판부), <메이천박사저작선집>(총신대출판부)등이 있다.

## 학력
- 고려대학교 영어영문학과 학사
- 총신대학교 신학대학원 (B. D.)
- 트리니티 신학교(Trinity Evangelical Divinity School , Th. M., 신약전공)
- 웨스트민스터 신학교(Westminster Theological Seminary , Ph. D., 성경해석학 및 조직신학 전공, 학위논문제목 John Gresham Machen’s Doctrine of the Church)
- 총신대학교 신학대학원 조직신학 교수(1979-80년, 1992년-2014년)

## 경력
- 총신대학교 총장 직무대행. 동 신학대학원 부총장 겸 신학대학원장. 동 대학원 부총장 겸 통합대학원 원장
- 예손교회 협동목사
- 개혁신학회 회장 역임
- 미국 필라델피아 새한장로교회 담임 역임

## 수상
- 대한민국 국무총리표창(교육공로 2014년 8월 31일)
- 총신신대원 총동창회 교수부문 자랑스런 동문상(2020년)

## 저서
- 『메이천의 신학』. 서울: 총신대학교 신학대학원, 1992.
- 『변증학』. 서울: 총신대학교 신학대학원, 1993.
- 『신조학』. 서울: 총신대학교 신학대학원, 1993.
- 『신약석의』. 안양시: 성결대학교 신학대학원, 1993.
- 『신약총론』. 서울: 총신대학교 선교연구원, 1994.
- 『현대신학』. 서울: 총회신학교, 1994.
- 『구원론』. 서울: 총신대학교 신학대학원, 1995.
- 『현대신학의 동향과 개혁주의』. 서울: 총회신학원, 1995.
- 『현대신학』. 안양시: 성결대학교 신학대학원, 1995.
- 『신학사조와 개혁신학』. 서울: 총회신학연구원, 1995.
- 『개혁신학과 교회』. 서울: 총신대학교 출판부, 1996.

## 역서
- 『기독교와 자유주의』, 메이천 저(크리스찬출판사)
- 『언약과 종말론』, 마이클 호튼 저(크리스찬출판사)

## 참고 문헌
1. 이상웅, 송암(松岩) 김길성박사의 생애와 신학적 관심사들: 하나님·성경·교회중심의 신학과 삶, 개혁논총, Vol.30 No.- [2014]

## 같이 보기
- 한국복음주의조직신학회
- 한국복음주의신학회
- 한국장로교신학회
- 요한칼빈탄생500주년기념사업회
- 종교개혁500주년기념일
- 한국의 신학자 목록
- 개혁신학자